# Bogdan Koniouchkov
Bogdan Romanovitch Koniouchkov - en russe : Богдан Романович Конюшков et en anglais : Bogdan Konyushkov - (né le 20 décembre 2002 à Penza dans l'oblast de Penza en Russie) est un joueur professionnel russe de hockey sur glace. Il évolue au poste de défenseur.

## Biographie

### Carrière en club
Formé au Dizel Penza, il commence sa carrière professionnelle dans la VHL en 2021. Après un essai infructueux au Neftekhimik Nijnekamsk en juillet 2022, il est de retour au Dizel Penza mais est repéré lors d'un match amical par une autre équipe de KHL le Torpedo Nijni Novgorod. L'entraîneur du Torpedo Igor Larionov intègre alors le joueur de dix-neuf ans dans sa brigade défensive et lui donne rapidement un rôle important dans l'équipe. Il est l'un des deux défenseurs les plus utilisés de l'équipe avec Maksim Fedotov né la même année que lui. Il patiente jusqu'à son cinquante-sixième match de KHL pour inscrire son premier but dans la ligue, le 1er février 2023 face au Salavat Ioulaïev Oufa. L'équipe est éliminée en quart de finale de la Coupe Gagarine par le SKA Saint-Pétersbourg. Puis, il dispute ses premiers matchs dans la MHL, la ligue junior russe avec la Tchaïka, équipe junior du Torpedo lors de la finale de la Coupe Kharlamov. L'équipe s'impose quatre victoires à deux face aux Omskie Iastreby, alors que Koniouchkov enregistre six assistances.
Koniouchkov est l'un des trois finalistes 2023 pour le trophée Tcherepanov de la meilleure recrue de la KHL en compagnie des attaquants Stepan Nikouline (Lokomotiv Iaroslavl) et Nikita Grebionkine (Amour Khabarovsk), le trophée étant finalement décerné à Grebionkine.
ll est choisi au 4e tour, en 110e position par les Canadiens de Montréal lors du repêchage d'entrée dans la LNH 2023. Le 3 juillet 2023, le Torpedo annonce que le défenseur signe un contrat de trois ans avec le club jusqu'à la fin de la saison 2025-2026.
Il termine la saison 2024-2025 avec le Torpedo-Gorki Nijni Novgorod dans la VHL et remporte la Coupe Petrov 2025.

### Carrière internationale
Il représente la Russie au niveau international. Le 17 décembre 2023, il joue son premier match international avec la Russie face au Kazakhstan. Lors d'une victoire 5-2, il sert deux assistances dans un match comptant pour la Coupe Pervi Kanal.

## Statistiques
| Saison    | Équipe                 | Ligue |    | Saison régulière | Saison régulière | Saison régulière | Saison régulière | Saison régulière |   | Séries éliminatoires | Séries éliminatoires | Séries éliminatoires | Séries éliminatoires | Séries éliminatoires |
| Saison    | Équipe                 | Ligue | PJ | B                | A                | Pts              | Pun              | PJ               | B | A                    | Pts                  | Pun                  |                      |                      |
| 2019-2020 | Dizelist Penza         | NMHL  | 34 | 2                | 3                | 5                | 10               | -                | - | -                    | -                    | -                    |                      |                      |
| 2020-2021 | Dizelist Penza         | NMHL  | 34 | 11               | 7                | 18               | 10               | 11               | 2 | 4                    | 6                    | 0                    |                      |                      |
| 2021-2022 | Dizelist Penza         | NMHL  | 2  | 2                | 2                | 4                | 0                | 3                | 0 | 1                    | 1                    | 2                    |                      |                      |
| 2021-2022 | Dizel Penza            | VHL   | 41 | 2                | 6                | 8                | 18               | -                | - | -                    | -                    | -                    |                      |                      |
| 2022-2023 | Torpedo Nijni Novgorod | KHL   | 64 | 2                | 23               | 25               | 14               | 10               | 0 | 5                    | 5                    | 0                    |                      |                      |
| 2022-2023 | Tchaïka Nijni Novgorod | MHL   | -  | -                | -                | -                | -                | 6                | 0 | 6                    | 6                    | 4                    |                      |                      |
| 2023-2024 | Torpedo Nijni Novgorod | KHL   | 65 | 6                | 22               | 28               | 18               | 5                | 0 | 1                    | 1                    | 0                    |                      |                      |
| 2024-2025 | Torpedo Nijni Novgorod | KHL   | 67 | 3                | 14               | 17               | 6                | 4                | 1 | 0                    | 1                    | 2                    |                      |                      |
| 2024-2025 | Torpedo-Gorki          | VHL   | 0  | 0                | 0                | 0                | 0                | 17               | 3 | 10                   | 13                   | 7                    |                      |                      |